# Iris Lemare
Iris Margaret Elsie Lemare (27 de setembre de 1902 – 23 d'abril de 1997) fou una música i directora d'orquestra anglesa. Fou la primera dona en dirigir l'Orquestra Simfònica de la BBC i inicià la sèrie de concerts Macnaghten-Lemare que introduïren al públic les noves obres dels compositors britànics. És considerada la primera dona britànica que treballà professionalment com a directora d'orquestra.

## Biografia
Lemare nasqué a Londres i va ser la filla d'Edwin Lemare, i Elsie Reith. Estudià l'orgue amb George Thalben-Ball, però deixà aquest instrument per a tocar la timbala. Malgrat aquest canvi, va guanyar el premi Dove per les seues habilitats com a organista. A l'inici dels anys 1920, assistí a Bedales School i també es va formar a l'Institut Dalcroze a Ginebra. Lemare estudià al Royal College of Music baix la formació de Gordon Jacob i Malcolm Sargent, des de 1925 fins a l'any 1929. Li van donar suport en la seua carrera musical per Hugh Allen, qui l'animà a prendre classes d'elocució i li va advertir sobre allò que ell anomenà "una barrera espantosa" per a les dones en la direcció musical. Lemare fou rebutjada com a directora a l'Orquestra de Tunbridge Wells perquè "no era possible emplear una dona".
El 1931, Lemare, Elisabeth Lutyens i Anne Macnaghten crearen una sèrie de concerts exhibint compositors britànics. Interpretaren quaranta obres noves in aquests Concerts Macnaghten-Lemare, els quals incloïen música composta per Benjamin Britten, Christian Darnton, Gerald Finzi, Luytens, Elizabeth Machonchy, Alan Rawsthorne i Michael Tippett. Aquestes sèries de concerts proveïren als compositors desconeguts d'una plataforma i donaren oportunitats als músics joves. L'orquestra de cambra reunida per Lemare inclogué una majora de dones músiques de corda. The Musical Times escrigué: "No hi ha res com aquests concerts a Londres; els oferents dels concerts capten la cosa real d'una manera d'allò més encantadora i poc convencional, i després d'una vesprada passada amb ells, hom sent que la música està gloriosament viva." La sèrie de concerts va tindre lloc al Ballet Club Theatre (més tard conegut com a Mercury Theatre). Quan la sèrie es trobà amb problemes financers, Hubert Foss introduí Lemare a Robert maiger i la seua esposa, Dora Moulton, qui donà suport a tres temporades dels Concerts Macnaghten-Lemare, malgrat que les dones últimes temporades soles eren congeudos com els Concerts Lemare perquè Macnaghten ho deixà. El 1937, els concerts s'acabaren.
El 1935, va esdevenir directora d'una companyia d'òpera a Pollards. Pollards es localitzava a Loughton, al número 30 del carrer Albion Hill. La companyia feia un festival d'òpera cada dos anys entre 1935 i 1939. La guerra acabà amb el festival i Pollards fou utilitzada per a allotjar refugiats i la família que donava suport a l'òpera, els Howards, patí pèrdues durant Segona guerra mundial.
El 1937, esdevingué la primera dona a dirigir l'Orquestra Simfònica de BBC. The Musical Times va escriure el 1952 que "el seu compromís a dirigir l'Orquestra de la BBC (Secció E) el 15 d'abril de 1936 va atreure molta atenció en la premsa i provocà una lleugera controvèrsia".
Dirigí l'Orquestra Filharmònica del Nord el 1940 i al voltant d'aquell temps també dirigí a Oxford. El 1945, creà l'Orquestra Lemare. Aquesta orquestra involucrava solistes com Geza Anda, Peter Donohoe, Joan Hammond i Benno Moiseivitsch. Lemare dirigí l'Opera Nova entre 1970 i 1984. Iris era entusiasta a animar el talent local i especialment volia introduir a la gent jove al món de l'òpera. Coneixia Ruth Pennyman, qui vivia a Ormesby Hall, Middlesbrough. Gaudí les seues festes, involucrant xerrades vives sobre l'art i també visitant els estables de la policia allí, oferint terròs de sucre als cavalls, cosa indicativa de la seua estima cap als animals. En els seus últims anys, va donar classes i treballà com a jutge i examinadora.
Morí a Askham Bryan el 23 del mes d'abril de 1997. Les seues restes foren cremades.